# Saint Laurent (film)
Saint Laurent è un film del 2014 diretto da Bertrand Bonello. Il film narra la vita dello stilista francese Yves Saint Laurent (interpretato da Gaspard Ulliel, e negli ultimi anni da Helmut Berger).

## Riconoscimenti
- 2015 - Premio César
  - Migliori costumi a Anaïs Romand
  - Nomination Miglior film
  - Nomination Miglior regista a Bertrand Bonello
  - Nomination Migliore attore protagonista a Gaspard Ulliel
  - Nomination Migliore attore non protagonista a Louis Garrel
  - Nomination Migliore attore non protagonista a Jérémie Renier
  - Nomination Migliore fotografia a Josée Deshaies
  - Nomination Miglior montaggio a Fabrice Rouaud
  - Nomination Miglior sonoro a Nicolas Cantin, Nicolas Moreau e Jean-Pierre Laforce
  - Nomination Migliore scenografia a Katia Wyszkop
- 2015 - Premio Lumière
  - Miglior attore a Gaspard Ulliel
  - Nomination Miglior film
  - Nomination Miglior regista a Bertrand Bonello
  - Nomination Migliore sceneggiatura a Thomas Bidegain e Bertrand Bonello
  - Nomination Migliore fotografia Josée Deshaies